# جوليان باتريك
جوليان باتريك (بالإنجليزية: Julian Patrick)‏ هو معلم موسيقى ومغني أوبرا ومغني أمريكي، ولد في 26 أكتوبر 1927، وتوفي في 8 مايو 2009.

## وصلات خارجية
- جوليان باتريك على موقع ميوزك برينز (الإنجليزية)
- جوليان باتريك على موقع قاعدة بيانات برودواي على الإنترنت (الإنجليزية)
- جوليان باتريك على موقع ديسكوغز (الإنجليزية)